# 145475 Rehoboth
145475 Rehoboth este un asteroid din centura principală de asteroizi.

## Descriere
145475 Rehoboth este un asteroid din centura principală de asteroizi. A fost descoperit pe 12 octombrie 2005 la Calvin-Rehoboth de Lawrence A. Molnar (astronom). Asteroidul prezintă o orbită caracterizată de o semiaxă mare de 2,77 ua, o excentricitate de 0,02 și o înclinație de 3,0° în raport cu ecliptica.